# Isaac Murphy
Isaac Murphy (16 de outubro de 1799 ou 1802 - 8 de setembro de 1882) era natural da Pensilvânia, professor e advogado que mudou-se para Fayetteville, Arkansas, com sua esposa e filho em 1834. Continuou a ensinar e também tornou-se ativo na política. Murphy é mais conhecido como o único representante que votou repetidamente contra a secessão na segunda Convenção de Secessão do Arkansas em 1861.
Tendo exercido em escritórios locais e na Câmara do Estado, Murphy foi eleito governador em uma eleição especial depois que o Exército dos EUA ocupou Arkansas em 1863, durante a Presidência de Abraham Lincoln. É considerado o primeiro governador da Reconstrução do Arkansas, pois foi autorizado a permanecer no cargo após a aprovação dos Atos de Reconstrução pelo Congresso em 1867. Murphy era conhecido por sua contenção orçamental e uma atitude conciliatória em relação aos ex-Confederados.

## Biografia
Murphy nasceu perto Pittsburgh, Pensilvânia, filho de um rico fabricante de papel e sua esposa. Estudou localmente e no Washington College (hoje Washington & Jefferson College) em Washington, Pensilvânia. Foi aceito na Ordem do Condado de Allegheny, na Pensilvânia, no dia 29 de Abril de 1825.
Em 1830, Murphy mudou-se para Clarksville, Tennessee, onde lecionava. Lá conheceu e casou-se com Angelina Lockhart no dia 31 de Julho de 1830. Seu pai opôs-se tanto ao casamento quando soube que Murphy era a favor da abolição da escravidão que deserdou Angelina.
Em 1834, os Murphys, com sua filha recém-nascida, mudaram-se para o oeste, para Fayetteville, no território do Arkansas. Em Fayetteville, Murphy estabeleceu-se como professor, inspetor e advogado. O território foi aceito como um estado em 1836.

## Carreira
Murphy tornou-se ativo na política, eleito como o primeiro tesoureiro do Condado de Washington em 1836 e exercendo por dois anos. Foi nomeado como professor em chancelaria em 1841. De 1837 até 1838, Murphy administrou as linhas fixas do governo original para o Condado de Franklin, Arkansas.
No dia 30 de Novembro de 1844, o célebre Missionário indígena Cephas Washburn, junto com Murphy e outros líderes, conseguiu uma licença para uma faculdade conhecida como Far West Seminary. Murphy ensinou brancos e indígenas no seminário, destinado a jovens. Murphy ensinou aqui até que o edifício foi destruído pelo fogo no dia 17 de Fevereiro de 1845, colocando-o em dívida, pois havia investido na escola.
Em 1846, Murphy foi eleito para a Câmara dos Representantes do Arkansas, no Condado de Washington, e reeleito em 1848. Com atribuição ao Comitê Bancário, tentou introduzir reformas, mas foi impedido pelo poderoso conluio político conhecido como "The Family".
Murphy teve problemas financeiros por volta de 1849 e partiu para a Califórnia em busca de riqueza na Corrida do ouro na Califórnia. Entre os muitos que não tiveram sucesso, retornou ao Arkansas em 1854 sem nada para mostrar por seus esforços.
Ao retornar, mudou-se para Huntsville, no Condado de Madison, Arkansas. Sua filha, a Senhora Mary Lowe Pierson, do Condado de Washington, fora contratada para lecionar em um novo seminário feminino em Huntsville, o Seminário Feminino Pleasant View. Murphy e mais duas filhas foram contratadas para ajudar em suas operações.
Em 1856, Murphy foi eleito para o Senado do Estado, representando os condados de Madison e Benton, para suceder o falecido senador John Berry. A filha mais velha de Murphy, Malilla, casou-se com James R. Berry, um dos filhos do senador. O noroeste do Arkansas era um reduto unionista nos anos anteriores à Guerra Civil.

## Período da Guerra Civil

### Convenção da secessão
Quando a crise da secessão assolou o Estado em Fevereiro de 1861, Murphy foi eleito por 85% em uma plataforma unionista para representar o Condado de Madison na Convenção da Secessão; seu condado votou para permanecer na União. Quando o Forte Sumter, na Carolina do Sul, foi atacada e o presidente Abraham Lincoln pediu tropas do Arkansas, os representantes da Convenção da Secessão foram convocados, antes que o referendo estadual planejado sobre secessão pudesse ser realizado. A convenção votou para tirar o Arkansas da União, mas Murphy e quatro outros representantes opuseram-se a essa medida. O presidente da convenção convidou os cinco a mudar seus votos. Todos os outros quatro delegados "não" mudaram de voto, mas Murphy recusou. Inicialmente, sua posição era popular em Huntsville, mas, com o prosseguimento da guerra, o sentimento Confederado aumentou.

### Governo
Quando a guerra surgiu, Murphy fugiu de sua casa em Huntsville; passou grande parte da guerra viajando com o exército da União no noroeste do Arkansas. Após a queda da capital de Little Rock na União em 1863, o governo Confederado do Arkansas, liderado pelo Governador Harris Flanagin, foi exilado.
Em uma eleição especial, realizada com a aprovação do Presidente Lincoln, Isaac Murphy foi eleito governador do Arkansas em 1863.

### Reconstrução
Murphy trabalhou para tentar curar as feridas de guerra no Arkansas, enquanto a guerra continuava nas partes do sul do estado. Trabalhou para equilibrar-se e disse publicamente que "Todos erramos". As celebrações do dia 4 de Julho em Little Rock foram lideradas por palestrantes pró-União que abstiveram-se de discursos ou ações anti-sulistas.
Após o assassinato de Lincoln e as ações de várias câmaras estaduais para controlar os libertos e limitar seus direitos, os Republicanos no Congresso começaram a defender uma Reconstrução mais rigorosa para os ex-estados Confederados. Em 1866, legisladores pró-Confederados conquistaram maiorias em vários estados do sul. Nesse mesmo ano, a violência branca contra ex-escravos surgiu em vários estados.
Em resposta, os Republicanos no Congresso aprovaram a 14ª Emenda, concedendo cidadania plena, direitos e devido respeito aos libertos, e os Atos de Reconstrução de 1867. Os estados rebeldes foram divididos em distritos militares, a serem controlados pelas forças do Exército dos EUA até que os estados aprovassem novas constituições estaduais protegendo os direitos civis dos ex-escravos e aceitando a 14ª Emenda. Murphy foi autorizado a permanecer no cargo, mas foi criticado por ambos os lados.
Quando Murphy deixou o cargo, seu governo tinha um excedente orçamental. Tinha começado sem fundos. Sem iniciativas aprovadas pela câmara da Reconstrução para prover bem-estar e educação pública, bem como investimentos em infraestrutura, esse excedente foi desviado para projetos públicos.

## Morte e legado
Murphy voltou a Huntsville e começou a cultivar e exercer direito. Viveu uma vida tranquila com sua família. No dia 8 de Setembro de 1882, Murphy morreu inesperadamente em sua casa. Está sepultado no Huntsville Cemetery, em Huntsville.
Em 1974, o historiador John I. Smith publicou vários artigos sobre o que chamou de Massacre de Huntsville, uma execução de prisioneiros de guerra em 1862. Disse que Murphy estava envolvido nessas mortes. Um memorial para os assassinados em Huntsville foi erguido, dedicado no dia 30 de Setembro de 2006.